# 聖公會阿伯丁暨奧克尼教區
聖公會阿伯丁暨奧克尼教區（英語：Diocese of Aberdeen and Orkney）是蘇格蘭聖公會的一個教區。
阿伯丁教區成立於1063年，奧克尼教區成立於1035年，兩教區於1825年合併。目前教區轄區包括阿伯丁郡、奧克尼、設得蘭，教座為聖安德魯座堂。現任主教為安·代爾。